# Dee Dee Ramone
Douglas Glen Colvin, mais conhecido por Dee Dee Ramone (Fort Lee, 18 de setembro de 1951 — Los Angeles, 5 de junho de 2002), foi um baixista e compositor de uma das bandas mais influentes da história do punk rock, a banda estadunidense Ramones, além de ter gravado um disco de rap. Dee Dee passou sua infância na Alemanha devastada pela Segunda Guerra Mundial, tendo se mudado para Nova Iorque com 14 anos de idade, acompanhado de sua irmã e sua mãe quando a última se separou do seu pai, um militar americano que trabalhava na fronteira com a Alemanha Oriental.
Já em Nova Iorque conheceu Joey Ramone, Tommy Ramone e Johnny Ramone, juntos eles formaram os Ramones. Dee Dee tinha dificuldade para tocar e cantar ao mesmo tempo, por isso quase não cantava, mas contribuía na banda com muitas letras. No meio da turnê do álbum Brain Drain, Dee Dee saiu da banda, alegando estar cansado das turnês exaustivas (anos depois ele admitiu estar abusando de heroína e outras drogas), e embarcou em uma curta carreira solo como rapper, quando adotou o nome artístico de Dee Dee King. O álbum de rap lançado por Dee Dee foi rejeitado pela crítica e pelo público, fazendo-o logo retornar ao punk rock. Dee Dee continuou a gravitar ao redor dos Ramones, contribuindo com letras e músicas para os discos seguintes.
Foi encontrado morto em sua casa em Hollywood em 5 de junho de 2002, devido a uma overdose de heroína.

## Biografia
| “ | Cresci basicamente na Alemanha, onde a gente se mudou de uma cidade de merda para outra. Morei em Bad Tölz, na Bavária, bem perto do Hitler's Eagle's Nest. Morei em Munique, depois a gente se mudou para Pirmasens, uma cidadezinha na fronteira francesa. O lado alemão de Pirmasens era chamado de Linha Siegfried, o lado francês era a Linha Magnot. Durante a Primeira e a Segunda Guerra Mundial, o interior tinha sido fortificado com obstáculos contra tanques e blindados, artilharia pesada, bunkers e ninhos de metralhadoras. Eu pegava carona até os arredores da cidade, vagueava pelos velhos bunkers e encontrava metralhadoras chamuscadas e enferrujadas, capacetes alemães de aço, máscaras de gás, baionetas e fitas de metralhadora. Todos os garotos do meu bloco residencial colecionavam e negociavam relíquias de guerra. E consegui tantas que comecei a negociá-las. Eu era fascinado pelos símbolos názis. Adorava encontrá-los nos entulhos da Alemanha. Eram tão glamourosos. Eram tão bonitos. Meus pais ficaram muito injuriados com aquilo. Uma vez fiz uma verdadeira descoberta, uma espada da Luftwaffe, que achei numa loja. Comprei-a por oitenta marcos. Eu sabia que poderia ficar com ela ou vendê-la por uma pequena fortuna. Mas quando a levei para casa, meu pai ficou completamente de cara. Ele disse: "Você não tem ideia de quantos dos nossos morreram por causa desta espada!" E pensei: "Esse cara é um babaca se realmente se importa", porque o meu pai não tinha opinião sobre nada. | ” |

## Infância
Douglas Colvin, era filho de uma cidadã alemã e um oficial americano que trabalhava na fronteira com a Alemanha Oriental. Douglas e alguns amigos seus colecionavam e vendiam artefatos da Segunda Guerra Mundial, como cartuchos de balas, capacetes, cintos, pinos de granada, etc.
Certa vez Douglas, aos 11 anos, encontrou alguns tubos de morfina no lixo. A morfina é a mesma heroína vinda da Tailândia que se consumia em Nova York, só que em estado diretamente pastoso e, geralmente, injetada na coxa, graças à agulha avantajada. Ele não sabia o que era aquilo e mostrou a seu pai, que tinha horror a drogas (com exceção do álcool), e rapidamente tomou dele os tubos velhos e os jogou no lixo. Douglas encontrou mais daquelas, ele as mostrava aos seus amigos, recebendo, pelo menos, esse prestígio. Todos seus amigos tinham medo daquela agulha enorme contida no tubo.
Aos 12 anos, Douglas viu um anúncio do jornal, sobre um lutador famoso que iria a Berlim. Não se sabe como, mas desse anúncio tirou o codinome Dee Dee. Com o dinheiro arrecadado das vendas dos artefatos antigos, Douglas comprou sua primeira guitarra. Ele aprendeu a tocar com um amigo de escola. O seu "professor de guitarra" era aquele tipo de garoto forte, que bate nas criancinhas e rouba seus lanches. Certa vez, Douglas fez algum tipo de brincadeira de mau gosto com esse amigo, até que levou um soco no rosto. Doug nunca foi de brigar, mas ali tinha percebido que realmente fez besteira. No local onde eles moravam, havia uma regra: se ocorrer algum tipo de pequeno conflito, essa deve ser travada realmente algumas horas depois. Quando eles chegaram no local, rodeados por outros garotos, Douglas sabia que só podia apanhar, pois não era tão forte quanto o outro garoto. Quanto o garoto forte avançou em cima dele, ele puxou sua navalha e a cravou na barriga do garoto. Doug havia ganhado a luta, mas havia perdido o "professor de guitarra". Foi nessa época, que Doug conheceu os Beatles. Lendo uma matéria numa revista de música, ele viu a informação que Paul McCartney, usara, para hospedar-se em hotéis com o Beatles, o nome "Paul Ramon". Foi daí que tirou a ideia que foi a chave de tudo. Dee Dee Ramone. Soava original, mas eram nomes meio que copiados. Ele morou lá até 1965 com sua família, quando seus pais, por problemas de alcoolismo, se separaram. Dalí, Douglas, sua mãe, sua irmã e sua cadela Kessie, foram para Forest Hills, bairro de classe média de Nova York.

## Adolescência e o Rock'n'Roll
Ao chegar em Nova York, a primeira coisa que pensou foi que as coisas ficariam melhores com seu pai por longe, mas estava enganado. Ele não conseguia se adaptar à seu novo bairro, pois por serem alemães, precisavam ficar sempre alerta. Sua cadela, Kessie, que viera de Berlim com eles, foi de muita ajuda. Ela conseguia avisar quando havia policiais por perto. Com o tempo se passando, Dee Dee, aos 15 anos, conheceu pela primeira vez as drogas.
Algumas semanas depois, Dee Dee conheceu John William Cummings. John trabalhava como pedreiro numa construção perto de seu apartamento. Conta-se que John tinha um cabelo muito comprido que ia até a cintura. John tinha um violão, ficou super feliz que tinha um amigo que sabia tocar guitarra, Dee Dee. Ele sempre ia até a casa de John, e sempre foi muito bem recebido pelos seus pais. Até que Dee Dee conheceu Jeffrey Ross Hyman em seu novo bairro. Jeff era um cara alto, magro e meio esquisito, porém com um grande coração. Nessa época, Jeff usava um cabelo meio afro, avermelhado, estilo Jimi Hendrix. Jeff conhecia Tomas Erdélyi, que veio da Hungria quando mais novo e foi morar em Forest Hills. Thomas tinha também algumas noções de guitarra.
Dee Dee e sua mãe nunca se deram muito bem. Dee Dee certa vez, quando entrou em casa, foi recebido por uma panela de espaguete velho atirada contra sua cabeça. "Pára com isso, retardada!", ele dizia. "Isso aí podia ser meu cérebro no lugar de espaguete." Era a resposta que ela precisava para alucinar completamente. "Canalha! Voltando para casa drogado! Eu vou te matar!" A sua mão pegou a guitarra Echo (praticamente de estimação de Dee Dee) pelo braço, a ergueu e destruiu tudo, quebrando móveis, lâmpadas, discos, a vitrola, etc. Durante toda a demolição. Ela berrava e disse que era como o pai. Ele não gostou nada disso, até que resolveu agir como seu pai, avançou em cima dela e devolveu os xingamentos. "Sua bruxa velha alemã! Sai daqui, sua retardada." Depois do episódio, Dee Dee pegou suas coisas e foi morar num apartamento junto com Thomas. Eram bem diferentes. Thomas era bem gentil, honesto, estudioso e esforçado. Dee Dee parou de estudar aos 17 anos, e sempre se sentiu um fracassado.

## Os Ramones
Em 1973, abria-se o projeto original de uma banda. Jeff era vocalista da banda Snipers, mas pouco tempo depois foi dispensado, pois era muito feio para eles. Dee Dee era um grande amigo dele, então o chamou para o projeto original da banda. Eles achavam o nome Dee Dee Ramone muito bom, então foi decidido que seriam os Ramones. A banda sofreu muitas alterações desde sua primeira formação. Primeiramente, era Jeff na bateria, John em uma guitarra, Dee Dee na outra guitarra e no vocal, e Ritchie Stern no baixo. Muita coisa mudou até conseguiram a primeira formação oficial. Jeff, agora Joey Ramone no vocal; John, agora Johnny Ramone na guitarra; Doug, agora Dee Dee Ramone no baixo; e Thomas, agora Tommy Ramone na bateria. Começaram a fazer shows pouco sucedidos no CBGB, um bar musical sujo na Bowery. Apesar de ser um lugar feio e que cheirava a urina, foi o berço de muitas bandas Novaiorquinas.

## Estrada para a ruína
Em meados de 1987, Dee Dee comprou algumas roupas, semelhante a de Rappers de Nova York. Os Ramones não gostaram nada disso. Nessa época Dee Dee era muito solitário na banda, ele se sentava sozinho lá atrás na van de turnê dos Ramones. O único que interagia ainda com ele era Richie, mas era o mínimo. Esses e muitos outros fatores fizeram começar a produzir, ainda em 1987, seu primeiro álbum de Rap, o Funky Man. Dee Dee achou que era a oportunidade perfeita para sair dos Ramones, eles agora eram sua família e ele não tinha para onde ir.
Em 1989, na turnê do álbum Brain Drain, na Califórnia, Dee Dee pegou suas coisas, e foi embora para Nova York. Lá alugou um apartamento e se deparou com um velho amigo, Johnny Thunders, dos Heartbreakers. Na mesma época reencontrou também Stiv Bators. Eles três tiveram vários projetos de montar uma banda. Há gravações de um álbum de Stiv Bators que, muitas fontes dizem que fora tocada com Dee Dee e Johnny Thunders, mas os fãs de Stiv dizem que eles nunca tocaram no álbum. Nesse álbum há a gravação da música Poison Heart, na voz de Stiv Bators. Dee Dee alegou que nunca ouviu a gravação de sua música na voz de Stiv, pois era muito forte para ele. Principalmente após o falecimento de seu grande amigo.

## Anos 1990: Uma nova fase
No início dessa década Dee Dee passou pela banda de apoio de G.G. Allin, a Murder Junkies. Também suportou projetos como Chinese Dragons, Terrorgrupe e Spikey Tops. Porém todos foram fracassos comerciais, fazendo dos discos desses projetos raros atualmente, e tendo um alto valor financeiro e sentimental para colecionadores de Dee Dee Ramone.
Em 1992, Dee Dee foi preso por porte de maconha. Ele mesmo disse que achou legal a foto dele que saiu com a manchete no jornal. Estava com uma cara de louco, psicopata. Para sair da cadeia, vendeu os direitos autorais das músicas "Poison Heart", "Strength To Endure" e "Main Man" para poder pagar a fiança. As músicas foram vendidas aos empresários dos Ramones, que aproveitaram para gravá-las. Parecia que nos anos 1990 os Ramones estavam seguindo Dee Dee. Quando ele veio ao Brasil, os Ramones também vieram; Quando estava na Argentina, os Ramones também estavam; quando morou algum tempo na Europa, os Ramones foram fazer turnê lá. Era incrível.
Em 1996, no último show dos Ramones na América do Sul, na Argentina, coincidentemente Dee Dee estava lá. Estava querendo falar com Johnny. Marky estava com óculos escuros e dando autógrafos para uma multidão de pessoas. Dee Dee alegou sentir que Marky o tinha visto, mas fez de conta que não viu e virou-se. Marky negou. Em 6 de agosto de 1996, Dee Dee participaria do último show da banda, no Palace em Hollywood, Los Angeles, cantando a faixa Love Kills. Nessa apresentação, Dee Dee esquece parte da letra da música, e finaliza: "it's me, that's the way I am!".
Em 1997, depois da separação dos Ramones, com Veronica Kofman como colaboradora, lança sua autobiografia: "Coração Envenenado - Minha Vida Com Os Ramones" (título original: "Poison Heart. Surviving The Ramones").

## Morte

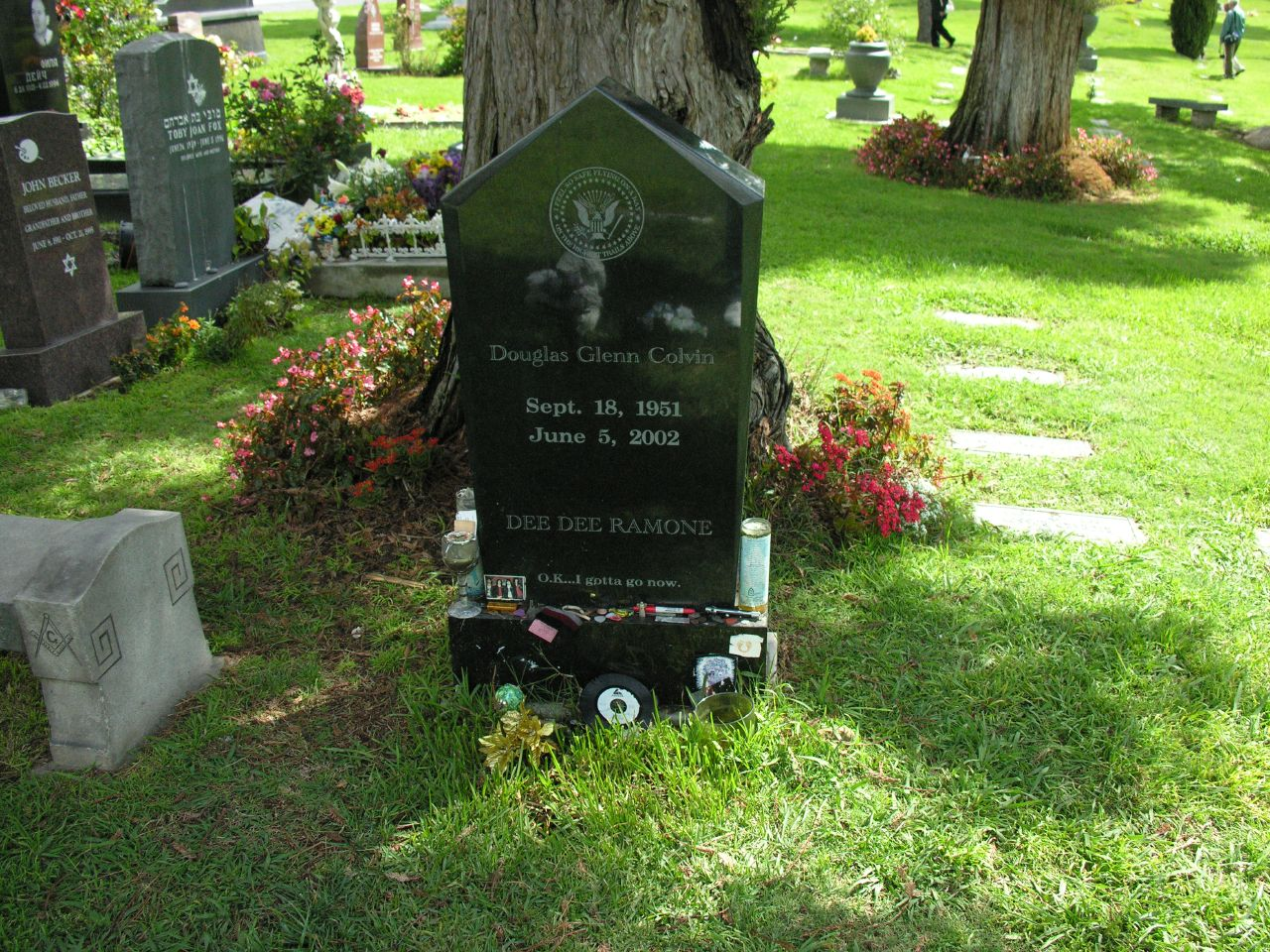
Túmulo de Dee Dee Ramone no Hollywood Forever Cemetery.

Os Ramones entraram para o Salão da Fama do Rock and Roll em Abril de 2002. Dee Dee pronunciou com as seguintes palavras: "Eu gostaria de me parabenizar, agradecer a mim mesmo e dar um tapinha nas minhas próprias costas. Obrigado Dee Dee, você é realmente maravilhoso, eu te amo." Onze semanas depois, Dee Dee foi encontrado morto atrás do sofá de sua casa em Hollywood, por volta das 21 horas, por sua esposa Bárbara Zampini. Alega-se que foi causada por uma overdose acidental de heroína, companheiros de Dee Dee dizem que fazia oito anos que ele não usava heroína e seu corpo tinha se despreparado para sempre para recebê-la de volta.
Dee Dee é lembrado até hoje por milhares de Fãs, assim como Joey e Johnny. Dee Dee talvez seja o Ramone mais querido depois de Joey, o vocalista e frontman da banda. Dee Dee foi o principal idealista e compositor dos Ramones, e além. Dee Dee era a personificação do Punk.

## Discografia

### Ramones
- Ramones (1976)
- Leave Home (1977)
- Rocket to Russia (1977)
- Road to Ruin (1978)
- End of the Century (1980)
- Pleasant Dreams (1981)
- Subterranean Jungle (1983)
- Too Tough to Die (1984)
- Animal Boy (1986)
- Halfway to Sanity (1987)
- Brain Drain (1989)

#### Singles
- "Blitzkrieg Bop" (1976)
- "I Wanna Be Your Boyfriend" (1976)
- "I Remember You" (1977)
- "Swallow My Pride" (1977)
- "Sheena Is a Punk Rocker" (1977)
- "Rockaway Beach" (1977)
- "Do You Wanna Dance?" (1978)
- "Don't Come Close" (1978)
- "Needles and Pins" (1978)
- "She's the One" (1979)
- "Rock 'n' Roll High School" (1979)
- "Baby, I Love You" (1980)
- "Do You Remember Rock 'n' Roll Radio?" (1980)
- "We Want the Airwaves" (1981)
- "She's a Sensation" (1981)
- "Psycho Therapy" (1983)
- "Time Has Come Today" (1983)
- "Howling at the Moon (Sha-La-La)" (1984)
- "Chasing the Night" (1985)
- "My Brain Is Hanging Upside Down (Bonzo Goes to Bitburg)" (1985)
- "Somebody Put Something in My Drink" (1986)
- "Something to Believe In" (1986)
- "Crummy Stuff" (1986)
- "A Real Cool Time" (1987)
- "I Wanna Live" (1987)
- "Pet Sematary" (1989)

### Álbuns de carreira solo
- Standing in the Spotlight (1989) (used the name Dee Dee King)
- Dee Dee Ramone With Spikey Tops - Street Animal (1989)
- "Dee Dee Ramone I.C.L.C. 4 Song EP" (1994)
- Dee Dee Ramone I.C.L.C. I Hate Freaks Like You (1994)
- Zonked (1997)
- Hop Around (2000)
- Greatest & Latest (2000)
- Too Tough To Die Live in NYC (2003)
- I (still) Hate Creeps Like You (2007)